# Alenia Aermacchi M-346 Master
Alenia Aermacchi M-346 Master je visokosposobni dvomotorni reaktivni vojaški trenažer italijanskega podjetja Aermacchi. Zasnovan je na podlagi Jakovljev Jak-130.
Leta 1993 je Aermacchi podpisal pogodbo s Jakovljevim za razvoj novega šolskega letala. Novo letalo je prvič poletelo leta 1996. Potem so prekinili sodelovanje in obe državi sta razvili svoji letali, ki sta si po izgledu in sposobnostih skoraj identični. M-346 se da oborožiti z okrog 3 tonami orožja in lahko deluje kot lahko jurišno letalo.

## Specifikacije(M-346)
Podatki iz Alenia Aermacchi web page
Splošne karakteristike
- Posadka: 2, pilot in inštruktor
- Dolžina: 11,49 m (37,70 ft)
- Razpon kril: 9,72 m (31,89 ft)
- Višina: 4,76 m (16,11 ft)
- Površina kril: 23,52 m² (253,2 ft²)
- Teža praznega letala: 4610 kg (10165 lb)
- Naložena teža: 6700 kg (14770  lb)
- Maks. vzletna teža: 9500 kg (20945 lb)
- Pogon letala: 2 × Honeywell F124-GA-200 , 28 kN (6250 lbf) vsak

 Zmogljivost 
- Neprekoračljiva hitrost: Mach 1,2 (1092 km/h, 590 vozlov)
- Maks. hitrost: 1059 km/h (572 vozlov)
- Hitrost porušitve vzgona: 176 km/h (95 vozlov)
- Doseg: 1981 km (1070 navtičnih milj)
- Največji doseg: 2722 km (1470 navtičnih milj) s tremi zunanjimi rezervoarji
- Trajanje leta: 2,75 ur (4 ure z odvrgljivimi rezervoarji)
- Višina leta: 13716 m (45000 ft)
- Hitrost vzpenjanja: 6705 m/min (22000 ft/min)
- Obremenitev kril: 285 kg/m² (58,3 lb/ft²)
- Razmerje potisk/teža: 0,84

Oborožitev

- Nosilci: 9 nosilcev za do 3 tone bomb ali odvrgljivih rezervoarjev